# 山南町
山南町（さんなんちょう）は、かつて兵庫県の中央東部にあった町。氷上郡に属した。
2004年（平成16年）11月1日、丹波市が誕生したことにより消滅し丹波市山南町となった。

## 地理
東経135度の子午線が通過する。
- 町域
  - 東西：18.5 km
  - 南北：9.2 km
- 山: 篠ヶ峰 (827m)
- 河川: 加古川、篠山川、佐治川（加古川上流部）、牧山川（加古川上流部）

### 隣接していた自治体
柏原町、加美町、黒田庄町、篠山市、中町、西脇市、氷上町

## 歴史

### 町名の由来
1889年（明治22年）以降、当町域付近を俗に「山南区」と称したことから。

### 沿革
- 1955年（昭和30年）7月21日 - 上久下村・久下村・小川村が合併して山南町が発足。
- 1957年（昭和32年）3月31日 - 和田村と合併し、改めて山南町が発足。
- 2004年（平成16年）11月1日 - 柏原町・氷上町・青垣町・春日町・市島町と合併して丹波市が発足。同日山南町廃止。

## 行政
- 町長 足立梅治

## 経済

### 産業
- 花卉（かき）、薬草
- 桧皮葺き
- 織物
- 釣竿、釣針
- 割箸
- 三角スケール
- 栗

## 姉妹都市・提携都市

### 海外
- 阜陽市（中国 安徽省）
  - 1988年5月3日友好都市提携

## 地域

### 教育
- 保育園
  - やわらぎ保育園(和田地域)
  - わかくさ保育園(和田地域)
  - みつみ保育園(小川地域)
  - ながの保育園(上久下地域)
  - こばと保育園(久下地域)
- 幼稚園
  - 丹波市立小川幼稚園
  - 丹波市立上久下幼稚園
  - 丹波市立久下幼稚園
  - 丹波市立和田幼稚園
- 小学校
  - 丹波市立小川小学校
  - 丹波市立上久下小学校
  - 丹波市立久下小学校
  - 丹波市立和田小学校
- 中学校
  - 丹波市立山南中学校 
  - 丹波市立和田中学校

## 交通

### 鉄道路線
- 西日本旅客鉄道（JR西日本）
  - 福知山線：下滝駅 - 谷川駅
  - 加古川線：久下村駅 - 谷川駅

### バス
- 神姫グリーンバス

### 道路
- 一般国道
  - 国道175号
- 都道府県道
  - 兵庫県道78号氷上加美線
  - 兵庫県道86号中柏原線
  - 兵庫県道109号福知山山南線
  - 兵庫県道139号山南中線
  - 兵庫県道291号奥野々氷上線
  - 兵庫県道293号門村山南線
  - 兵庫県道532号朝阪山南線

## 名所・旧跡・観光スポット・祭事・催事
- 岩尾城跡
  - ハイキングコースとして有名
  - 岩尾城まつり
- 薬草薬樹公園
- 川代公園、川代峡谷
- 首切地蔵尊
  - 非業の最期を遂げた平家の落人をとむらったもの
  - 首から上の願い事に効果がある
- 石龕寺
  - 紅葉の名所
  - もみじ祭り（11月第3日曜日）
- 蛇ない（成人の日）

## 丹波竜

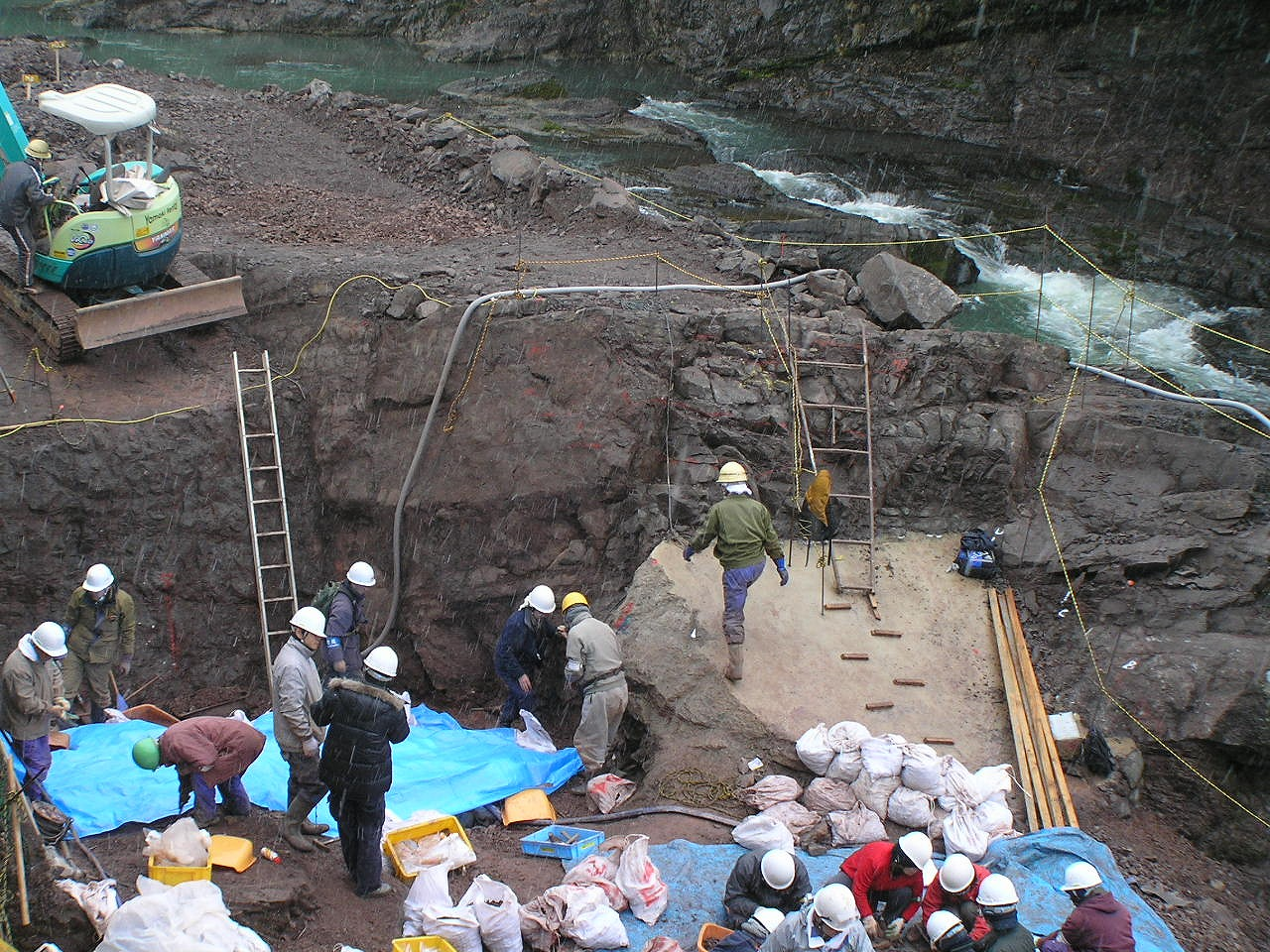
丹波竜の発見された現場の第二次発掘調査の様子

2006年8月7日に丹波市在住の2人の男性によって篠山川において発見された小さな化石の一部は、その後兵庫県立人と自然の博物館三枝研究員の鑑定により、白亜紀に繁栄した竜脚類の一グループに属するティタノサウルス類という恐竜である可能性が高まり、丹波竜と名付けられた。ほぼ全身に近い骨格が良好な保存状態で発掘される可能性が高く、この種の系統進化を解き明かす上で極めて貴重な資料となると考えられ、大きなニュースとして報道された。発掘作業は現在も続けられている。